# کن‌سریز
جشنواره بین‌المللی سریال کن (فرانسوی: Festival International des Séries de Cannes‎) که معمولاً با نام کن‌سریز (Canneseries) شناخته می‌شود، یک جشنواره بین‌المللی تلویزیونی است که هر سال در کن، فرانسه برگزار می‌شود. هدف این جشنواره معرفی و ترویج مجموعه‌های تلویزیونی از سراسر جهان است. این جشنواره معمولاً به‌صورت هم‌زمان با ام‌آی‌پی‌تی‌وی مارکت مدیا برگزار می‌شود.

## تاریخچه
در سال ۲۰۱۴، شهردار کن، دیوید لیسنار، از ایدهٔ برگزاری یک جشنواره بین‌المللی سریال در این شهر حمایت کرد.
در سال ۲۰۱۷، فلور پلرن، وزیر پیشین فرهنگ فرانسه، به عنوان رئیس جشنواره منصوب شد و بنوآ لووه به عنوان مدیرعامل آن انتخاب گردید. در ژوئن ۲۰۱۷ اعلام شد که نخستین دورهٔ جشنوارهٔ کن‌سریز در آوریل ۲۰۱۸ برگزار خواهد شد.